# Peter Jakubeit
Peter Jakubeit (* 3. November 1939 in Bernburg; † 11. September 2018 ebenda) war ein deutscher Autor und Dramaturg.

## Leben
Peter Jakubeit war nach dem Abitur 1958 an der Oberschule Bernburg (heute Gymnasium Carolinum) bis 1969 bei der NVA. Er studierte von 1960 bis 1963 ohne Abschluss Philosophie, verrichtete bis 1967 Hilfsarbeitertätigkeiten und absolvierte von 1967 bis 1971 ein Studium der Theater- und Filmwissenschaften. Von 1971 bis 1991 war er als Dramaturg beim Fernsehen der DDR und der DEFA beschäftigt. Außerdem war er als wissenschaftlicher Mitarbeiter und freier Autor tätig.
Jakubeit verfasste in erster Linie Erzählungen, Romane, Hörspiele und Dramen. Er lebte in Gernrode.

## Veröffentlichungen (Auswahl)
- Buch der Trennungen:
  - 1. Die Krallenwurzel, 1979
  - 2. Der Katzenwald – Zweites Buch der Trennungen, Dr.Ziethen-Verlag Oschersleben, 2000, ISBN 3-935358-00-8
- Verbrecher Hans Kohlhase (Hörspiel), 1987
- Blondes Flittchen – Sieben Gesichte eines an zu hellem Licht Erblindeten (Erzählungen), Hinstorff, Rostock 1989, ISBN 3-356-00225-2
- Der Heilige Christ (Hörspiel), 1989 (Informationen zum Hörspiel bei SWR2)
- "Wegen Aufruhrs zu verhaften." Richard Wagner in Dresden. (Roman), Dietz-Verlag Berlin 1996, ISBN 3-320-01903-1
- Die Varus-Schlacht in meinem Garten (Roman).

## Filmografie
- 1986: Fahrschule
- 1988: In einem Atem
- 1990: Rückkehr aus der Wüste
- 1990: Verbotene Liebe
- 1991: Der Fall Ö.
- 1991: Der Verdacht
- 1992: Tandem
- 1992: Jana und Jan